# ポリュポンテー
ポリュポンテー（古希: Πολυφόντη, Polyphontē）は、ギリシア神話の人物である。長音を省略してポリュポンテとも表記される。トラーキア地方の河神ストリューモーンの娘テレイネーとアレース神の娘トラーサと、トリバロスの子ヒッポノオスの娘。愛と美の女神アプロディーテーの怒りを買って熊に恋をしたとされる。

## 神話
ボイオスの『鳥類の系譜』に基づくアントーニーヌス・リーベラーリスの物語によると、ポリュポンテーはアプロディーテーの行為を軽蔑し、山で生活する狩猟の女神アルテミスの従者に加わった。アプロディーテーは怒って、ポリュポンテーの心を狂わせ、熊に対する恋心を起こさせた。そのためポリュポンテーは熊と交わったが、アルテミスはこれを激しく嫌悪し、ポリュポンテーを殺すべくあらゆる動物をけしかけた。彼女は恐怖して父の家に逃げ込み、2子アグリオスとオレイオスを出産した。やがて息子たちは常人を越えた大きな体格と膂力の持ち主に成長し、そればかりか傲慢にも人間だけでなく神々をも軽蔑し、出会った者を家に連れ帰っては食べることを繰り返した。それゆえゼウスは彼らを罰するためにヘルメース神を遣わした。ヘルメースは罰として彼らの手足を切ろうと考えたが、彼らの祖先にあたるアレースがそれを止めた。そこで2人の神は話し合い、彼らを鳥に変えることにし、ポリュポンテーを小型のフクロウに、アグリオスをあらゆる鳥の中で誰からも嫌われているハゲワシに、オレイオスを凶兆を知らせる鳥ラゴース(Lagōs)に変えた。